# Abanycha bicolor
Abanycha bicolor är en skalbaggsart som först beskrevs av Charles Joseph Gahan 1889.  Abanycha bicolor ingår i släktet Abanycha och familjen långhorningar. Inga underarter finns listade i Catalogue of Life.